# USS Hopewell (DD-181)
USS Hopewell (DD–181) là một tàu khu trục thuộc lớp Wickes của Hải quân Hoa Kỳ trong giai đoạn Chiến tranh Thế giới thứ nhất, trong Chiến tranh Thế giới thứ hai được chuyển giao cho Anh Quốc dưới tên gọi HMS Bath (I-17), rồi chuyển cho Hải quân Hoàng gia Na Uy trước khi bị tàu ngầm U-boat Đức đánh chìm ngày 19 tháng 8 năm 1941. Nó là chiếc tàu chiến đầu tiên của Hải quân Hoa Kỳ được đặt tên theo Pollard Hopewell (1786-1813), một sĩ quan Hải quân Hoa Kỳ tử trận trong cuộc Chiến tranh 1812.

## Thiết kế và chế tạo
Hopewell được đặt lườn vào ngày 19 tháng 1 năm 1918 tại xưởng tàu của hãng Newport News Shipbuilding ở Newport News, Virginia. Nó được hạ thủy vào ngày 8 tháng 6 năm 1918, được đỡ đầu bởi bà Orote Hutcheson, và được đưa ra hoạt động tại Portsmouth, Virginia vào ngày 22 tháng 3 năm 1919 dưới quyền chỉ huy của Hạm trưởng, Thiếu tá Hải quân R. E. Rodgers.

## Lịch sử hoạt động

### USSHopewell
Hopewell khởi hành từ Norfolk vào ngày 19 tháng 4 năm 1919 để gia nhập Hải đội Khu trục 3 tại vùng biển New England, và đến tháng 5 đã tham gia nhiệm vụ làm cột mốc dẫn đường cho chuyến bay lịch sử vượt Đại Tây Dương của các thủy phi cơ NC. Nó quay trở về New York vào ngày 8 tháng 6 để hoàn tất việc trang bị đã gián đoạn, và gia nhập trở lại hải đội của nó vào tháng 8 để thử nghiệm tác xạ. Nó trải qua mùa Đông năm 1920 tiến hành huấn luyện và thực hành tác xạ tại vùng biển Caribe.
Con tàu quay trở lại New England vào đầu tháng 5 và ở lại đây cho đến tháng 9, tiến hành huấn luyện quân nhân dự bị và cơ động hải đội. Đi đến Charleston vào ngày 22 tháng 9, nó tiến hành các hoạt động tương tự ngoài khơi các cảng South Carolina, rồi quay trở lại New York vào tháng 5 năm 1921 để huấn luyện quân nhân dự bị. Khởi hành từ Newport vào ngày 10 tháng 10, con tàu được đưa về thành phần dự bị tại Charleston cho đến ngày 10 tháng 4, khi nó khởi hành đi Philadelphia. Hopewell được cho xuất biên chế tại đây vào ngày 17 tháng 7 năm 1922.
Hopewell được cho nhập biên chế trở lại vào ngày 17 tháng 6 năm 1940 sau khi Chiến tranh Thế giới thứ hai nổ ra tại Châu Âu. Sau các hoạt động Tuần tra Trung lập ngoài khơi bờ biển New England, nó đi đến Halifax vào ngày 18 tháng 9. Hopewell được cho xuất biên chế tại đây vào ngày 23 tháng 9, và được chuyển cho Hải quân Hoàng gia Anh theo những điều khoản của Thỏa thuận đổi tàu khu trục lấy căn cứ.

### HMSBath(I17) - HNoMSBath
Được đổi tên thành HMS Bath (I17), con tàu có một thủy thủ đoàn thuộc lực lượng Hải quân Hoàng gia Na Uy lưu vong vào tháng 4 năm 1941. Dưới tên gọi HNoMS Bath, nó bắt đầu hoạt động trong thành phần "Lực lượng Hộ tống Liverpool" vào đầu tháng 6, nhưng chỉ có một quảng đời phục vụ ngắn ngủi. Bath bị tàu ngầm U-boat Đức U-204 đánh chìm vào ngày 19 tháng 8 năm 1941 đang khi hộ tống Đoàn tàu vận tải OG-71 hướng đến Gibraltar. Một quả ngư lôi đã đánh trúng ngay phòng động cơ, khiến con tàu bị gảy làm đôi và chìm chỉ trong vòng ba phút ở tọa độ 49°0′B 17°0′T / 49°B 17°T. Trong số 128 thành viên thủy thủ đoàn, chỉ có 42 người sống sót.